# Hugo Åbergs Memorial
Hugo Åbergs Memorial är ett travlopp för varmblod. Loppet är ett sprinterlopp över 1609 meter med autostart och körs sista tisdagen i juli varje år på Jägersro i Malmö. Första upplagan kördes den 26 juli 1970. Loppet körs till minne av Hugo Åberg, som var byggmästare och en stor profil inom travsporten på Jägersro.
Under åren 1999–2018 var loppets förstapris 1 miljon kronor. Från och med 2019 är loppets förstapris 1 609 000 kronor, vilket gör loppet till ett av Sveriges största travlopp. Det är ett Grupp 1-lopp, det vill säga ett lopp av högsta internationella klass. Flera klassiska travare som Ego Boy, Express Gaxe, Mack Lobell, Zoogin, Victory Tilly, Varenne, Gidde Palema och Commander Crowe har vunnit loppet.
Loppet är ett av Sveriges mest välbesökta travlopp och tävlingsdagen är Jägersros publikmässigt största. Även lopp som Premio Going Kronos och Malmö Stads Pris går av stapeln under dagen. Publikrekordet ligger på 13 739 besökare i samband med 2014 års upplaga.

## Rekord i loppet
Åtta hästar har vunnit loppet två gånger: Ringostarr Treb (2017, 2019), Commander Crowe (2012, 2013), Lavec Kronos (2010, 2011), Gidde Palema (2004, 2005), Rite On Line (1997, 1998), Peace Corps (1990, 1991), Big Spender (1986, 1987) och Express Gaxe (1979, 1980). Enbart fyra ston har vunnit loppet: Double Exposure (2020), Fridhems Ambra (1999), Peace Corps (1990, 1991) och Judy Song (1975). Den kusk och tränare som har vunnit loppet flest gånger är Stig H. Johansson med sju kusksegrar och åtta tränarsegrar.
Den största skrällen i loppets historia är Campo Ass, som vann 1994 års upplaga till vinnaroddset 38,55. Det största favoritskapet i loppets historia innehar Varenne, som vann 2002 års upplaga till vinnaroddset 1,07.

## Vinnare
| År   | Häst            | Kusk                | Tränare              | Tid    | Odds  | Tvåa              | Trea               |
| ---- | --------------- | ------------------- | -------------------- | ------ | ----- | ----------------- | ------------------ |
| 2024 | Borups Victory  | Daniel Wäjersten    | Daniel Wäjersten     | 1.09,0 | 3.41  | Get A Wish        | Click Bait         |
| 2023 | Hail Mary       | Örjan Kihlström     | Daniel Redén         | 1.09,5 | 3.30  | Vivid Wise As     | Hierro Boko        |
| 2022 | Don Fanucci Zet | Örjan Kihlström     | Daniel Redén         | 1.09,9 | 1.53  | Stoletheshow      | Önas Prince        |
| 2021 | Who's Who       | Örjan Kihlström     | Pasi Aikio           | 1.10,7 | 3.01  | Cyber Lane        | Upstate Face       |
| 2020 | Double Exposure | Örjan Kihlström     | Daniel Redén         | 1.09,3 | 5.35  | Cokstile          | Tae Kwon Deo       |
| 2019 | Ringostarr Treb | Wilhelm Paal        | Jerry Riordan        | 1.09,4 | 7.42  | Pastore Bob       | Cyber Lane         |
| 2018 | Up and Quick    | Björn Goop          | Antoine Lhérété      | 1.09,7 | 29.50 | Pastore Bob       | Dante Boko         |
| 2017 | Ringostarr Treb | Wilhelm Paal        | Jerry Riordan        | 1.08,2 | 6.40  | Twister Bi        | Shadow Gar         |
| 2016 | Mosaique Face   | Adrian Kolgjini     | Lutfi Kolgjini       | 1.08,9 | 6.60  | Robert Bi         | Dante Boko         |
| 2015 | Creatine        | Johnny Takter       | Jimmy Takter         | 1.09,7 | 6.59  | B.B.S. Sugarlight | Oasis Bi           |
| 2014 | Ed You          | Robert Bergh        | Robert Bergh         | 1.10,1 | 14.81 | Occhione Jet      | Oasis Bi           |
| 2013 | Commander Crowe | Örjan Kihlström     | Fabrice Souloy       | 1.10,7 | 4.76  | The Best Madrik   | Bagley             |
| 2012 | Commander Crowe | Christophe Martens  | Fabrice Souloy       | 1.08,9 | 1.74  | Sebastian K.      | Caballion          |
| 2011 | Lavec Kronos    | Erik Adielsson      | Lutfi Kolgjini       | 1.10,0 | 21.27 | Brioni            | Joke Face          |
| 2010 | Lavec Kronos    | Lutfi Kolgjini      | Lutfi Kolgjini       | 1.09,9 | 15.38 | Torvald Palema    | Brioni             |
| 2009 | Torvald Palema  | Åke Svanstedt       | Åke Svanstedt        | 1.09,7 | 2.82  | Russel November   | Igor Font          |
| 2008 | L'Amiral Mauzun | Jean-Michel Bazire  | Jean-Philippe Ducher | 1.09,7 | 2.17  | Jaded             | Russel November    |
| 2007 | Oiseau de Feux  | Jean-Michel Bazire  | Fabrice Souloy       | 1.10,9 | 33.07 | Citation          | Red Chili Pirat    |
| 2006 | Citation        | Erik Adielsson      | Stig H. Johansson    | 1.11,0 | 7.01  | Jetstile          | Spring Ray         |
| 2005 | Gidde Palema    | Åke Svanstedt       | Åke Svanstedt        | 1.10,9 | 2.61  | Tag The Devil     | Cold Hard Wind     |
| 2004 | Gidde Palema    | Åke Svanstedt       | Åke Svanstedt        | 1.11,2 | 3.27  | Steinlager        | Digger Crown       |
| 2003 | Revenue         | Lutfi Kolgjini      | Lutfi Kolgjini       | 1.10,5 | 2.19  | Gidde Palema      | Intact Hornline    |
| 2002 | Varenne         | Giampaolo Minnucci  | Jori Turja           | 1.10,9 | 1.07  | Intact Hornline   | Legendary Lover K. |
| 2001 | Giesolo de Lou  | Jean-Étienne Dubois | Jean-Étienne Dubois  | 1.11,0 | 9,01  | Igor Brick        | Blue Fighter       |
| 2000 | Victory Tilly   | Stig H. Johansson   | Stig H. Johansson    | 1.10,7 | 2.34  | Varenne           | Gidde Palema       |
| 1999 | Fridhems Ambra  | Stefan Söderkvist   | Ove Ousbäck          | 1.11,2 | 6.77  | Indian Silver     | General November   |
| 1998 | Rite On Line    | Atle Hamre          | Atle Hamre           | 1.12,4 | 13,57 | Running Sea       | Atas Ace L.        |
| 1997 | Rite On Line    | Atle Hamre          | Atle Hamre           | 1.11,0 | 7.27  | Zoogin            | Good As Gold       |
| 1996 | Zoogin          | Åke Svanstedt       | Åke Svanstedt        | 1.11,5 | 2.19  | Rite On Line      | Kramer Cash        |
| 1995 | Houston Laukko  | Jorma Kontio        | Pekka Yli-Houhala    | 1.11,5 | 12.58 | Bolets Igor       | Turbo Thrust       |
| 1994 | Campo Ass       | Heinz Wewering      | Heinz Wewering       | 1.11,2 | 38.55 | Bolets Igor       | Bolets Igor        |
| 1993 | Sea Cove        | Joseph Verbeeck     | Harald Grendel       | 1.11,8 | 2.97  | Campo Ass         | Meadow Prophet     |
| 1992 | Kosar           | Stig H. Johansson   | Stig H. Johansson    | 1.12,2 | 3.64  | To the Gate       | Peace Corps        |
| 1991 | Peace Corps     | Stig H. Johansson   | Stig H. Johansson    | 1.12,3 | 1.26  | Nordin Hanover    | Mr Lucken          |
| 1990 | Peace Corps     | Stig H. Johansson   | Stig H. Johansson    | 1.13,0 | 1.47  | Huggie Hanover    | Riton du Gite      |
| 1989 | Mack Lobell     | Veijo Heiskanen     | John-Erik Magnusson  | 1.12,1 | 1.31  | Nealy Lobell      | Huggie Hanover     |
| 1988 | Callit          | Karl O. Johansson   | Karl O. Johansson    | 1.12,4 | 8.76  | Pay Nibs          | Nealy Lobell       |
| 1987 | Big Spender     | Berth Johansson     | Berth Johansson      | 1.13,6 | 9.04  | Callit            | Clash Hammering    |
| 1986 | Big Spender     | Berth Johansson     | Berth Johansson      | 1.14,7 | 5.04  | Callit            | Superplay          |
| 1985 | Matiné          | Johnny Takter       | Bo W. Takter         | 1.13,8 | 4.62  | Legolas           | Brandy Hanover     |
| 1984 | The Onion       | Stig H. Johansson   | Stig H. Johansson    | 1.12,3 | 1.44  | Matiné            | Marcon Lep         |
| 1983 | Speedy Magnus   | Olle Goop           | Arne Bernhardsson    | 1.13,9 | 3.94  | Prophet Ribb      | Dorians Music      |
| 1982 | US Thor Viking  | Stig H. Johansson   | Stig H. Johansson    | 1.13,8 | 9.18  | Ex Lee            | Nino Blazing       |
| 1981 | Mustard         | Olle Goop           | Ulf Nordin           | 1.14,2 | 11.43 | Plumona R.S.      | Dialekt            |
| 1980 | Express Gaxe    | Gunnar Axelryd      | Gunnar Axelryd       | 1.13,5 | 1.78  | Madison Avenue    | Tarok              |
| 1979 | Express Gaxe    | Gunnar Axelryd      | Gunnar Axelryd       | 1.15,3 | 6.03  | Pershing          | Ex Lee             |
| 1978 | Pershing        | Berndt Lindstedt    | Berndt Lindstedt     | 1.15,3 | 2.61  | Grande Frances    | Madison Avenue     |
| 1977 | Duke Iran       | Stig H. Johansson   | Stig H. Johansson    | 1.16,6 | 1.78  | Per Carré         | Earl Pellef        |
| 1976 | Nick Scott      | Uno Swed            | Uno Swed             | 1.17,9 | 8.55  | Mr Ego            | Commander          |
| 1975 | Judy Song       | Per-Olof Gustafsson | Per-Olof Gustafsson  | 1.18,7 | 5.06  | Pelle J:r         | Ritha Lyngholm     |
| 1974 | Molnets Broder  | Åke Sundberg        | Åke Sundberg         | 1.15,8 | 1.84  | Diego             | Colonel Rodney     |
| 1973 | Ego Boy         | Ingemar Olofsson    | Ingemar Olofsson     | 1.16,3 | 1.12  | Emter W           | Noble Action       |
| 1972 | Nobel Action    | Sören Nordin        | Sören Nordin         | 1.15,9 | 1.42  | Lyon              | Wind Boss          |
| 1971 | Atout du Moulin | Gert Scherman       | Gert Scherman        | 1.17,6 | 3.35  | Brogan            | Zolimit            |
| 1970 | Brogan          | Per-Olof Gustafsson | Per-Olof Gustafsson  | 1.17,7 | 1.55  | Surcouf           | Paula Speedy       |